# Adoretus pudicus
Adoretus pudicus är en skalbaggsart som beskrevs av Eugène Benderitter 1923. 
Adoretus pudicus ingår i släktet Adoretus och familjen Rutelidae. Inga underarter finns listade i Catalogue of Life.